# Hino do Havaí
Hawai‘i pono‘ī é a canção de estado e o antigo hino nacional do Havai. A letra foi escrita em 1874 pelo rei David Kalakaua com música composta pelo capitão Henri Berger, que era, então, o chefe de orquestra do rei. Hawai‘i pono‘ī foi o hino nacional do Reino do Havai e canção adoptada pelo Território do Havai antes de se tornar símbolo oficial do estado em 1967. A melodia é uma reminiscência do God Save the Queen e do hino da Prússia, Heil dir im Siegerkranz.